# Sofiehem

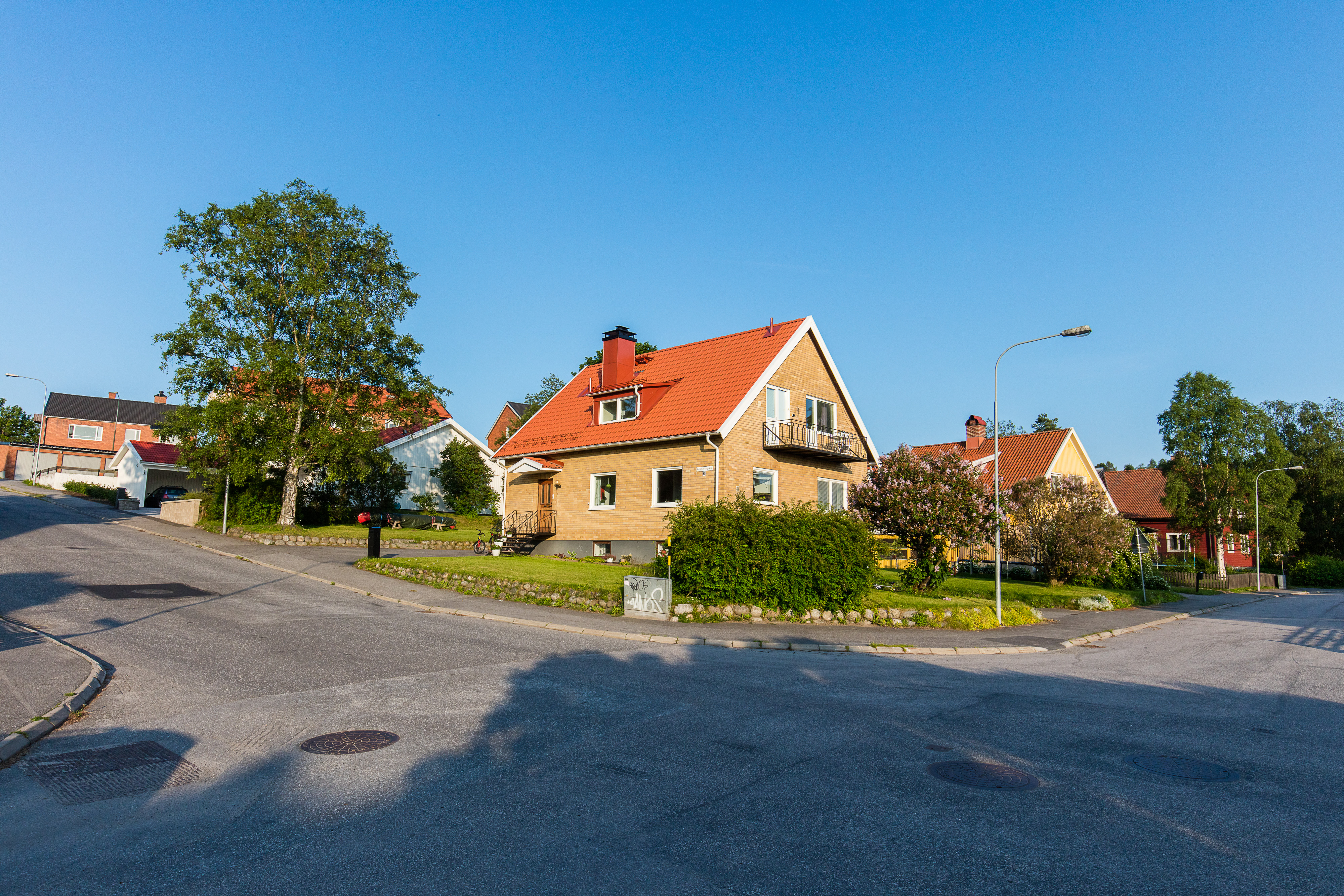
Småhusbebyggelse på Sofiehem.

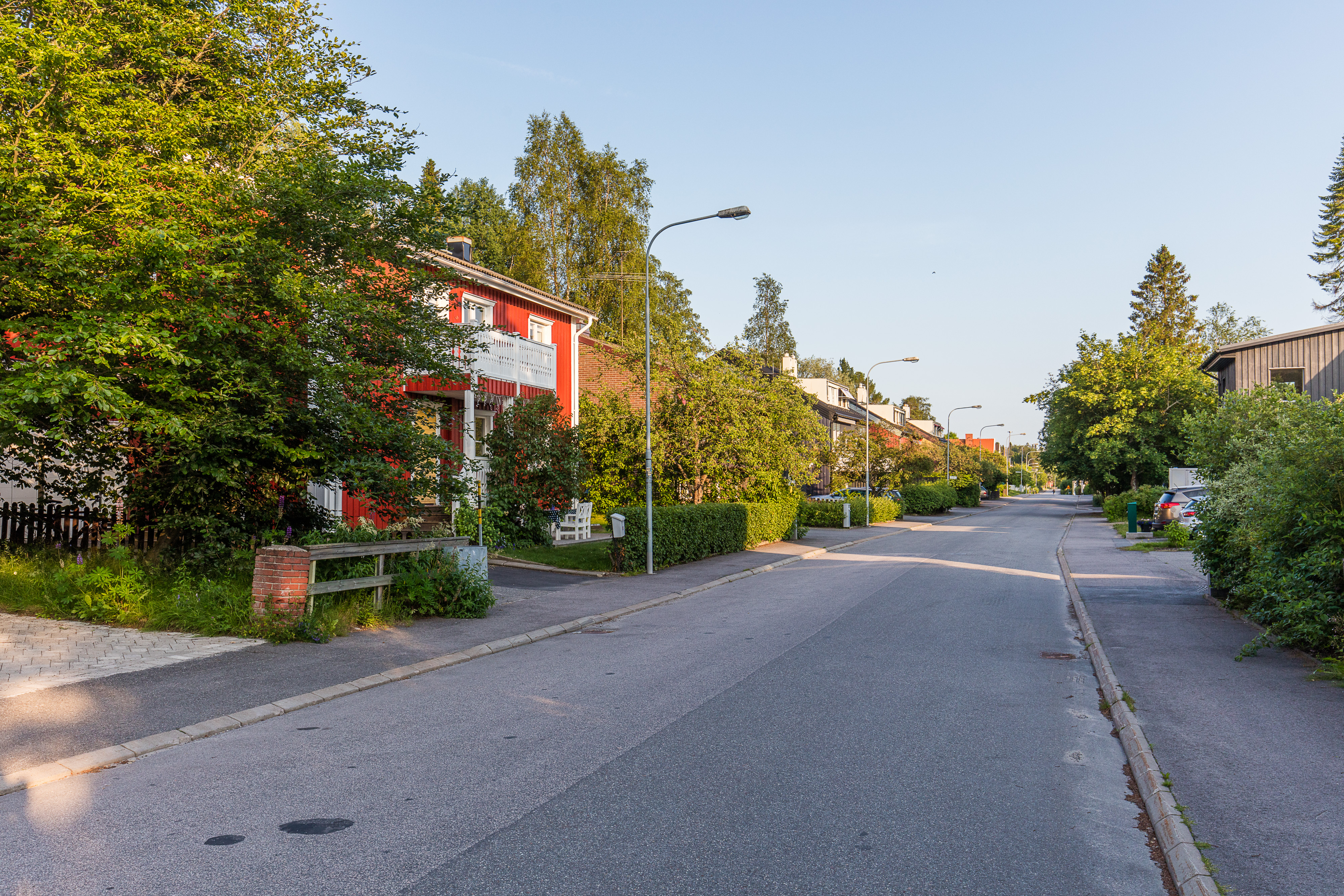
Blandade småhus.

Sofiehem är en stadsdel belägen i sydöstra delen av Umeå, mellan Ålidhem, Universitetssjukhuset, Gimonäs och Umeälven. Nära till universitetssjukhuset, universitetet och Strömpilen handelsområde. 
I området finns det flera förskolor och en F-5 skola, Sofiehemsskolan. På skolan går omkring 150 elever. 
Gång- och cykelavstånd till Umeå universitet och Norrlands universitetssjukhus. Det är goda bussförbindelser till och från centrala Umeå, vilket även det ligger inom bekvämt gång och cykelavstånd. 

## Etymologi
Det är inte känt varifrån namnet Sofiehem kommer. Platsen kan ha uppkallats efter Sofia Öhman, hustru till en kapten Öhman från Ön som hade en villa ungefär i korsningen mellan nuvarande Blå vägen och Hyvlargränd.

## Historia

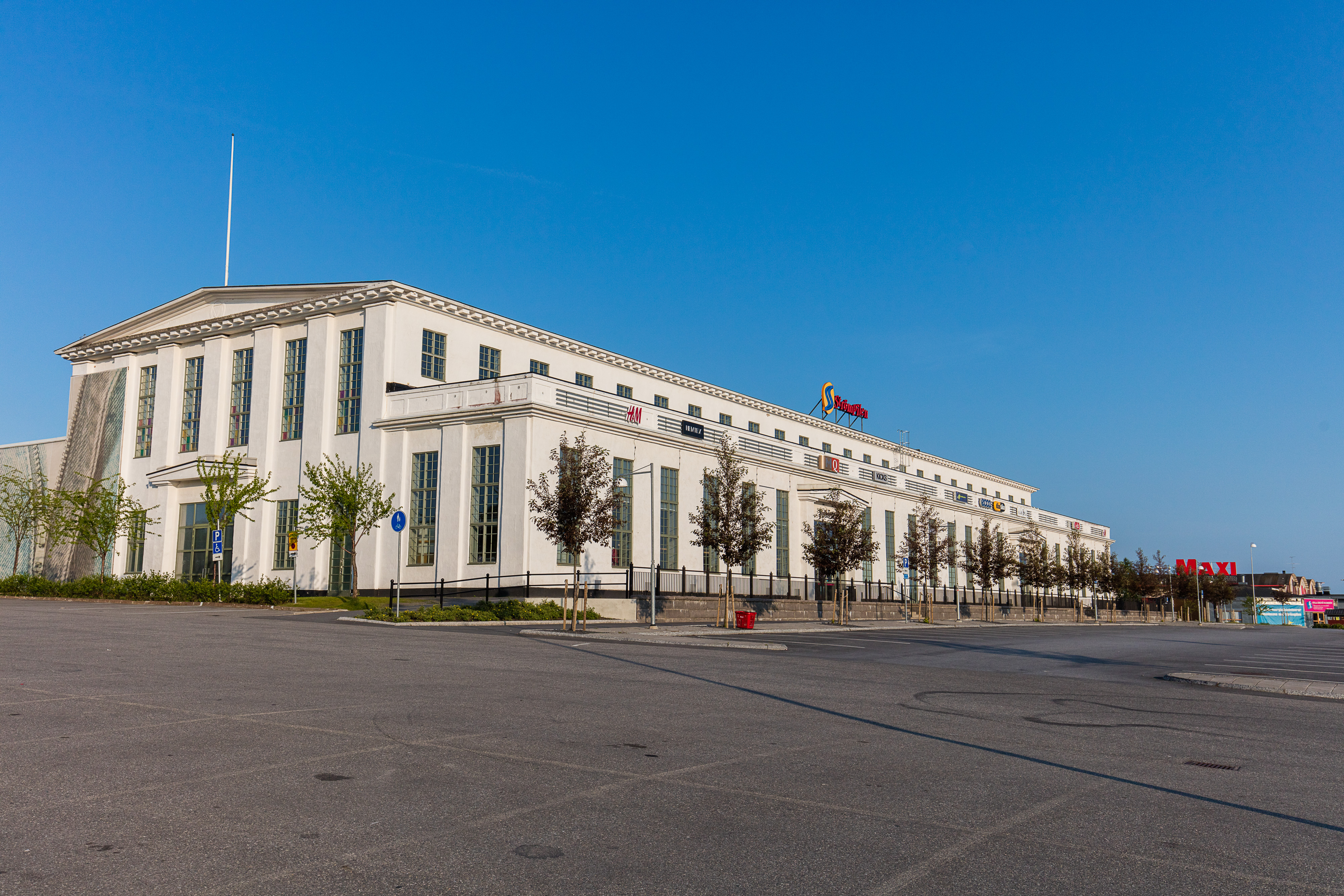
Sofiehems träsliperi, nu Strömpilens köpcentrum.

Det område som nu är Sofiehem utgjorde fram till början av 1900-talet byarna Öns och Tegs utmarker. Den första bebyggelsen bestod av bondgårdar som flyttats dit i samband med byarnas laga skifte. Gårdarna fick namn som Jonasbo och Oskarsbo. Nästan alla är idag borta, men gårdsnamnen lever kvar som kvartersnamn. Det enda som finns kvar av jordbruksbebyggelsen är en parstuga på Tallvägen.

### Industriepoken

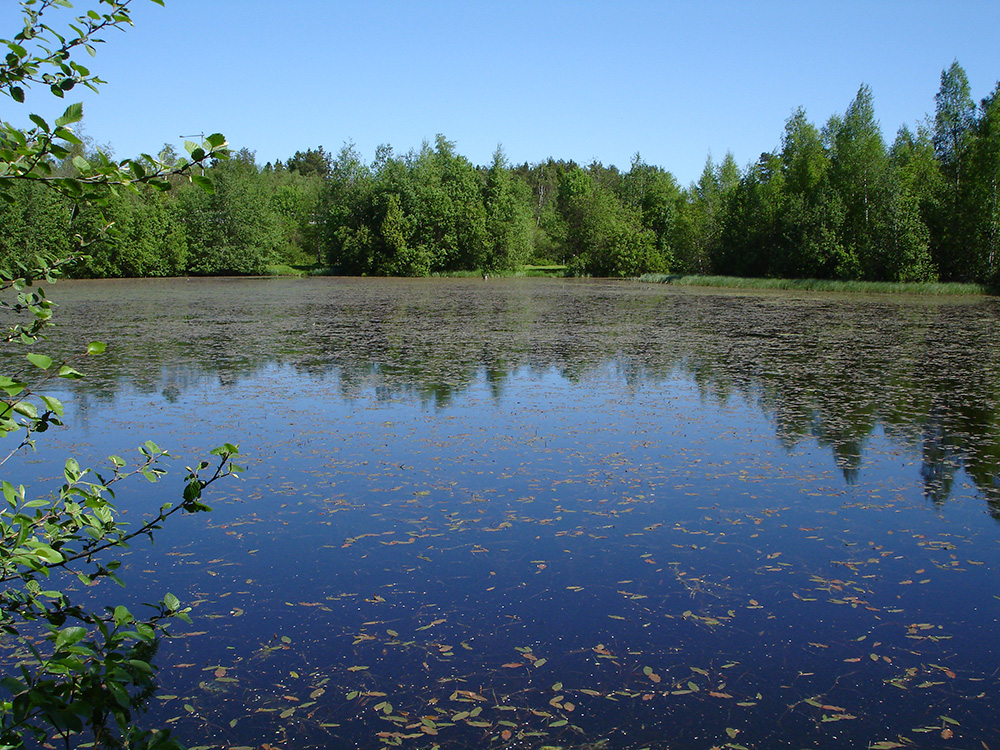
Den gamla disponentbostaden revs i slutet av 1990-talet, men Sofiehemsdammen finns kvar.

Vid Umeälven nedanför Sofiehem anlades på 1890-talet flera industrier, bland annat Sofiehems tegelbruk samt en tjärfabrik vid Kolbäckens utlopp. Sedan tjärfabriken lagts ned flyttade byggnadsfirman Jacobsson & Eriksson 1910 dit sin verksamhet och byggde upp ett treramigt sågverk. Fyra arbetarbostäder med fyra tvårumslägenheter i varje låg vid Sofiehemsdammen, med en disponentbostad lite vid sidan om. År 1916 övertogs Sofiehems sågverk av Sofiehems Trävaru AB och 1926 av AB Scharins Söner. Sågverket revs och i dess ställe uppfördes Sofiehems träsliperi, som drevs fram till 1991. Några år senare byggdes träsliperiet om och ingår nu i handelsområdet Strömpilen.
Efter att AB Scharins Söner tagit över revs även de gamla arbetarbostäderna vid Sofiehemsdammen och ersattes med 67 avstyckade egnahemstomter i området från dammen och söderut fram till Sågställarvägen, alltså inom det som nu kallas för Gimonäs. Disponentbostaden alldeles norr om dammen blev kvar fram till slutet av 1990-talet. Den revs emellertid i samband med byggandet av Kolbäcksbron och det nuvarande vägsystemets anläggning.

### Småhusbebyggelse
Även inom det som nu kallas för Sofiehem byggdes egnahem från 1920-talet och framåt, vanligen av personer med anknytning till industrierna vid älven. År 1925 inkorporerades stadsdelen med staden. Sedan den nya utfartsvägen mot Holmsund anlagts 1928 (nuvarande Sofiehemsvägen) uppfördes 1933–35 flera större tvåfamiljshus utmed denna väg, främst av arbetare och lägre tjänstemän vid Sofiehems träsliperi. Tjänstemännen hade vanligen lite större hus med fler fönster. Ytterligare villabebyggelse tillkom framför allt under 1950- och 1960-talen, en tidsperiod då även några hyreshus uppfördes på Sofiehem.
När Sofiehem-Gimonäs växte fram var det Umeås enda renodlade arbetarstadsdel och den kallades för Det röda Sofiehem. Idag har befolkningen en annan karaktär.

## Samhällsservice

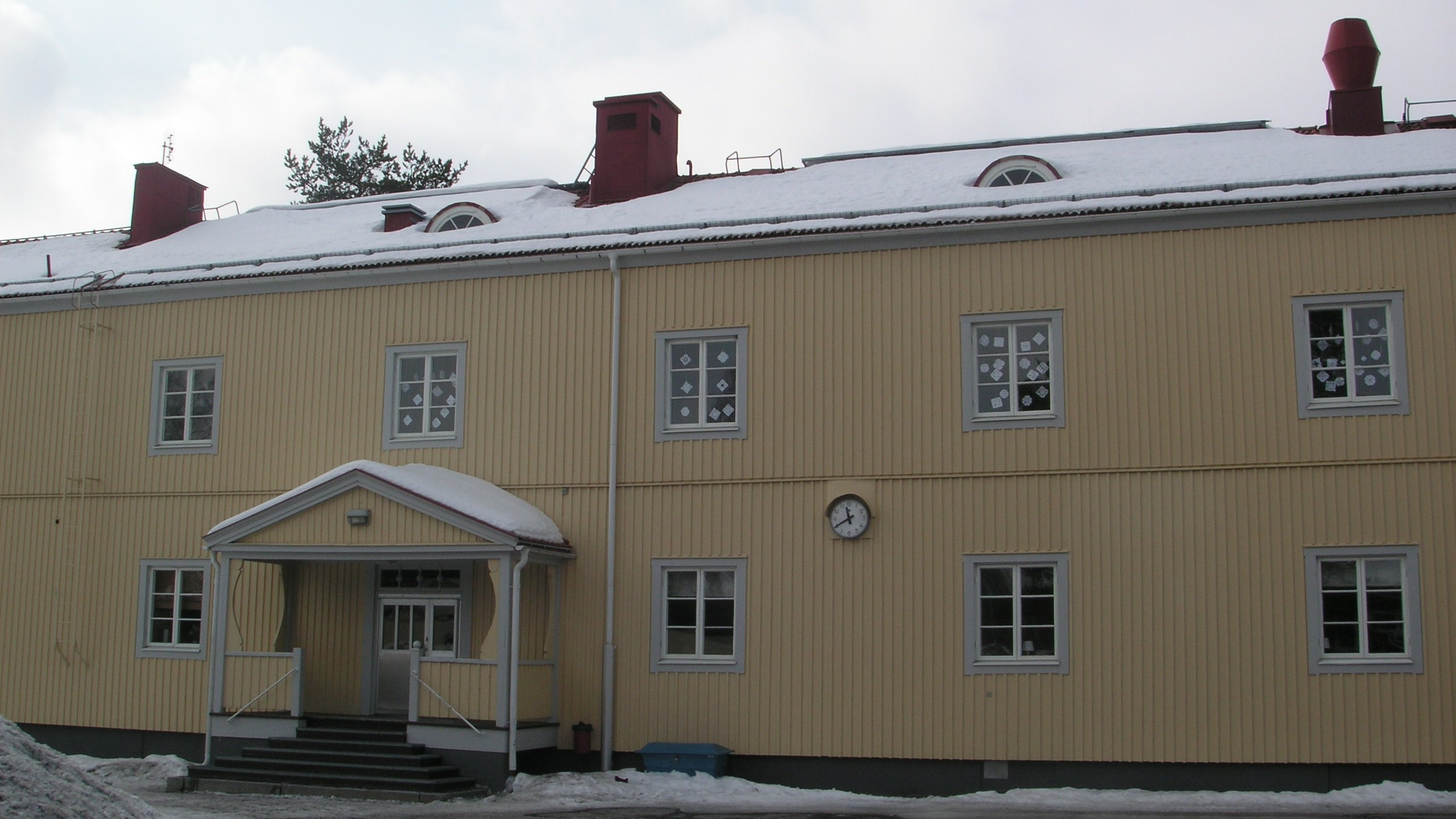
Den nedläggningshotade Sofiehemskolan.

Sofiehemsskolan, uppförd redan 1927, är områdets skola för årskurs 1–5 samt förskoleklass. Skolan har flera gånger hotats av nedläggning, men starka protester från de bosatta har räddat skolan mer än en gång. 

## Kända personer som bott på Sofiehem
- Dennis Lyxzén, musiker
- Calle Norlén, skribent
- Peter och Patrik Sundström, ishockeyspelande bröder